# Branko Perović
Branko Perović, črnogorski general, * 25. maj 1914, * 1996.

## Življenjepis
Leta 1938 je vstopil v KPJ in leta 1941 v NOVJ. Med vojno je bil politični komisar več enot, med drugim tudi 10. in 39. divizije ter 4. divizije KNOJ.
Po vojni je bil na več partijsko-političnih položajih, predavatelj vojaške zgodovine na VVA JLA,...